# Kelp Point
Der Kelp Point ist eine von Kelp umsäumte Landspitze an der Nordküste Südgeorgiens im Südatlantik. Sie begrenzt südlich die Einfahrt von der Stromness Bay in den Husvik Harbor.
Wissenschaftler der britischen Discovery Investigations kartierten und benannten sie deskriptiv im Untersuchungszeitraum zwischen 1926 und 1930.